# Mogontiacum

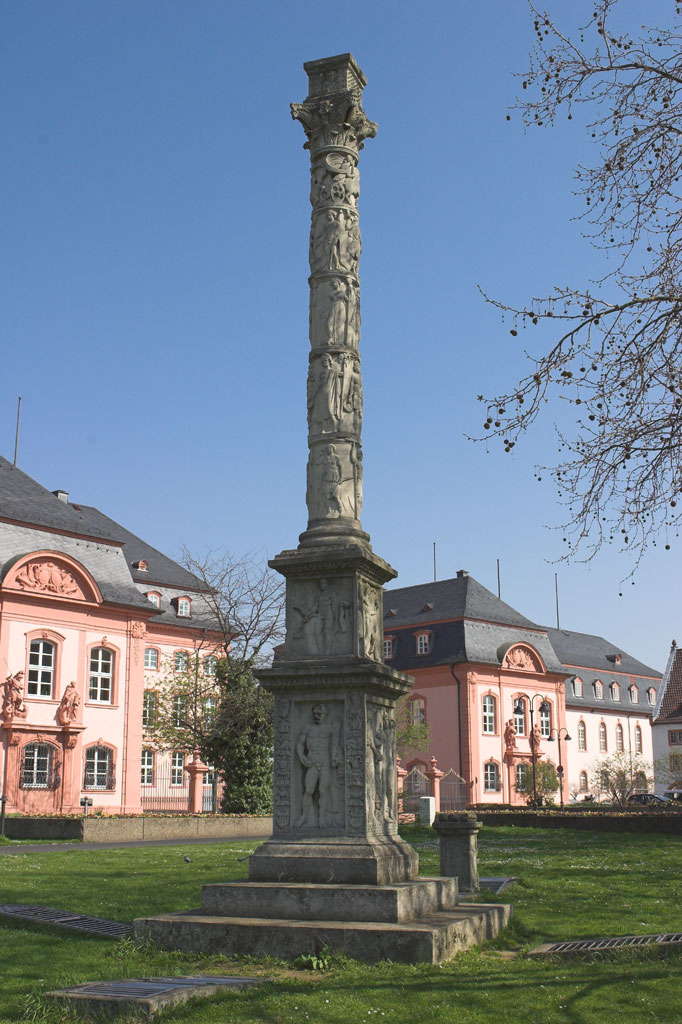
Kopie van de Romeinse Jupiterzuil in Mainz. Het origineel staat in het Mittelrheinisches Landesmuseum Mainz

Mogontiacum of Moguntiacum, het hedendaagse Mainz, was een Romeinse stad in de provincie Opper-Germanië (Germania Superior). Mogontiacum was een grensfort (castellum) aan de Rijn langs de noordoostgrens van het Romeinse Rijk, de zogenaamde limes (Latijn voor "grens"). Mogontiacum staat vermeld op de Peutingerkaart (Tabula Peutingeriana) tussen Bingium (Bingen am Rhein) en Bonconica (Bénestroff).

## Geschiedenis

### Castellum Mogontiacum
De streek rond Mogontiacum werd al tienduizenden jaren bewoond, voordat rond de 5e eeuw v.Chr. de Kelten hier een nederzetting stichtten, die naar de Keltische god Mogons werd genoemd: Mogont-i-acum: "Land van Mogon". Toen de Romeinen rond het begin van de jaartelling de versterkte grens langs de Rijn aanlegden, werden op regelmatige afstanden forten (castella) aangelegd. In 13/12 v.Chr. werd door Nero Claudius Drusus het castellum Mogontiacum aangelegd. Kort daarop werd op de oostelijke Rijnoever een tweede fort gebouwd (castellum Mattiacorum) dat vanaf 27 met een brug over de Rijn met Mogontiacum werd verbonden. In het jaar 15 begon Germanicus Julius Caesar vanuit het fort met zijn tweede veldtocht in Germania. Bij het fort ontstonden burgernederzettingen (canabae), die al snel aan elkaar groeiden tot de stad Mogontiacum.
In 33 werden de plaatselijke thermen aangelegd, en rond dezelfde tijd werd het theater met een breedte van 116 meter gebouwd, waarin 10.000 mensen plaats konden nemen. De stad bleef gedurende de Romeinse tijd vooral een militaire vesting en bleef daardoor vrij compact, in tegenstelling tot bijvoorbeeld Colonia Claudia Ara Agrippinensium (Keulen) en Augusta Treverorum (Trier), wat voor die tijd vrij grote steden waren. De Romeinse keizer Caligula bezocht de stad in 39, waarbij een aanslag op hem kon worden voorkomen. De bewaard gebleven Jupiterzuil van Mainz werd rond 60 gebouwd.

### De Bataafse Opstand
In 69 brak de Bataafse Opstand uit: onder leiding van Julius Civilis werden aanvankelijk grote successen op het Romeinse leger behaald. De noordelijke forten langs de limes werden vernietigd en de Romeinse legioenen werden in twee veldslagen bij Arnhem en Nijmegen verslagen. De Romeinse bevelhebber Marcus Hordeonius Flaccus nam de nodige tegenmaatregelen: de Rijngrens werd versterkt om inmenging door de Germanen te voorkomen en het volledige Legio IV Macedonica werd in Mogontiacum gehouden, want deze stad moest koste wat kost in Romeinse handen blijven. Flaccus wist in december 69 bij Gelduba (Krefeld) de Bataafse hulptroepen van Civilis te verslaan, maar daarna moest hij terug naar Mogontiacum, dat door de Usipeti en Chatten werd belegerd. Maar voor hij terug kon keren werd hij om onduidelijke redenen door enkele van zijn eigen officieren vermoord. In de zomer van 70 arriveerde Quintus Petillius Cerialis met de legioenen Legio II Adiutrix, Legio XIII Gemina en Legio XXI Rapax in Germania. In mei 70 bereikte hij Mogontiacum, waar de Legio I Germanica, Legio XVI Gallica, Legio IIII Macedonica en Legio XXII Primigenia zich bij hem voegden: in september was de opstand neergeslagen.

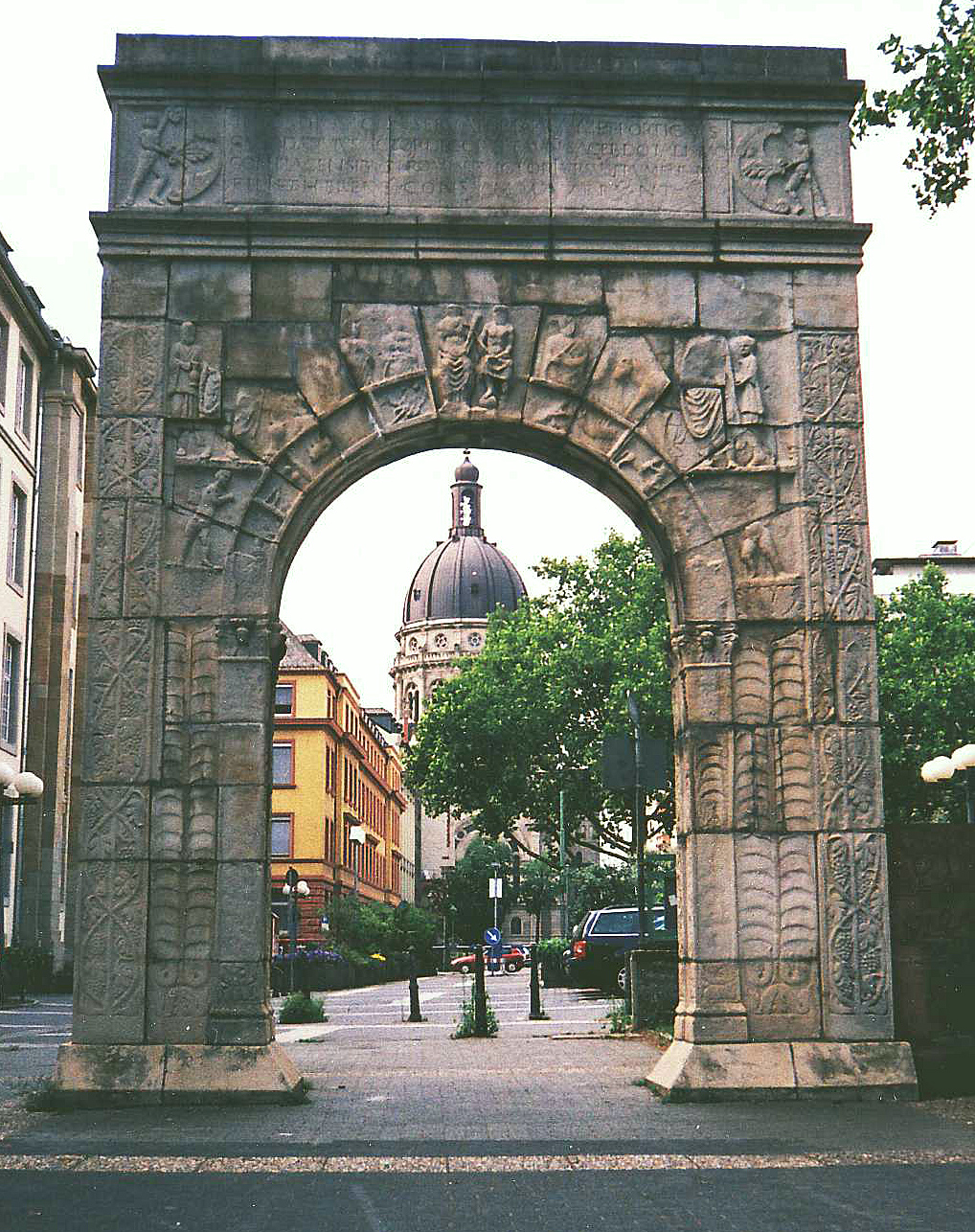
Dativius-Victorboog

### Verdere ontwikkeling
Tussen 69 en 79 werd begonnen met de aanleg van de Magna Mater- en Isis-tempel. Onder Vespasianus werden de versterkingen in steen herbouwd. Ook kwam er een nieuwe brug met stenen pijlers. Tijdens de regering van Domitianus werd een aquaduct aangelegd. Rond 100 werd er een vlooteenheid gestationeerd. De nog bestaande Dativius-Victorboog werd midden 3e eeuw gebouwd.
Mogontiacum bleef voornamelijk een militaire basis en er bevonden zich dan ook altijd veel soldaten. In 74 legde de Legio VIII Augusta de heerweg van Augusta Vindelicorum (Augsburg) naar Argentoratum (Straatsburg) aan, die een aansluiting naar Mogontiacum kreeg. De stad werd vanaf 88 of 89 de hoofdstad van de Romeinse provincie Germania Superior. Van 13 v.Chr. tot 90 waren in het fort constant twee legioenen gelegerd: de Legio XIIII Gemina en de Legio XVI Gallica. Van 70 tot ongeveer 85 was hier bovendien de Legio I Adiutrix gestationeerd. Rond deze tijd werd het fort op de oostelijke Rijnoever afgebroken. Later was Mogontiacum de basis van de Legio XXII Primigenia, die tot in de 4e eeuw hier zou blijven.